# Leuctra zhiltzovae
Leuctra zhiltzovae är en bäcksländeart som beskrevs av Günther Theischinger 1976. Leuctra zhiltzovae ingår i släktet Leuctra och familjen smalbäcksländor. Inga underarter finns listade i Catalogue of Life.